# KNAC Nationale Autosport Federatie
De KNAC Nationale Autosport Federatie, meestal aangeduid als KNAF, is de Nederlandse federatie voor autosport. De KNAF is in Nederland verantwoordelijk voor de regelgeving en handhaving voor coureurs, circuits en race-auto's. Tevens geeft de KNAF Nederlandse racelicenties af.

## Talent First
Met het KNAF Talent First programma ondersteunt de nationale autosportbond jong Nederlands racetalent. Er wordt niet alleen financiële hulp geboden, ook worden de talenten gecoacht door een KNAF bondscoach. Enkele bekende voormalige KNAF-talenten zijn Giedo van der Garde, Max Verstappen (beide Formule 1) en Kevin Abbring (rally).